# U-21サッカーアイスランド代表
U-21サッカーアイスランド代表（U-21サッカーアイスランドだいひょう、英語: Iceland national under-21 football team）は、アイスランドサッカー協会によって編成されるアイスランドのサッカーの21歳以下のナショナルチームである。21歳以下を対象とするUEFA U-21欧州選手権に出場するためのチームである。

## 歴史
U-21アイスランド代表は、UEFA U-21欧州選手権に第1回大会から出場し続けているが、2011年大会にて予選を突破するまでおよそ30年もの間予選敗退を繰り返していた。その2011年大会では、グループステージ最終戦のU-21デンマーク代表戦で大会初勝利を挙げたが、1勝2敗の成績で大会を後にした。また、この2011年大会のメンバー23名のうち20人もの選手がアイスランドA代表デビューを果たしている。
2回目の本大会出場となった2021年大会は、グループステージ3試合で全敗し、前回出場時と同じくグループステージ敗退で大会を終えた。

## UEFA U-21欧州選手権の成績
| 開催年 | 結果                                             | 試       | 勝       | 分       | 負       | 得       | 失       |
| ------ | ------------------------------------------------ | -------- | -------- | -------- | -------- | -------- | -------- |
| 1978   | 予選敗退                                         | 予選敗退 | 予選敗退 | 予選敗退 | 予選敗退 | 予選敗退 | 予選敗退 |
| 1980   | 予選敗退                                         | 予選敗退 | 予選敗退 | 予選敗退 | 予選敗退 | 予選敗退 | 予選敗退 |
| 1982   | 予選敗退                                         | 予選敗退 | 予選敗退 | 予選敗退 | 予選敗退 | 予選敗退 | 予選敗退 |
| 1984   | 予選敗退                                         | 予選敗退 | 予選敗退 | 予選敗退 | 予選敗退 | 予選敗退 | 予選敗退 |
| 1986   | 予選敗退                                         | 予選敗退 | 予選敗退 | 予選敗退 | 予選敗退 | 予選敗退 | 予選敗退 |
| 1988   | 予選敗退                                         | 予選敗退 | 予選敗退 | 予選敗退 | 予選敗退 | 予選敗退 | 予選敗退 |
| 1990   | 予選敗退                                         | 予選敗退 | 予選敗退 | 予選敗退 | 予選敗退 | 予選敗退 | 予選敗退 |
| 1992   | 予選敗退                                         | 予選敗退 | 予選敗退 | 予選敗退 | 予選敗退 | 予選敗退 | 予選敗退 |
| 1994   | 予選敗退                                         | 予選敗退 | 予選敗退 | 予選敗退 | 予選敗退 | 予選敗退 | 予選敗退 |
| 1996   | 予選敗退                                         | 予選敗退 | 予選敗退 | 予選敗退 | 予選敗退 | 予選敗退 | 予選敗退 |
| 1998   | 予選敗退                                         | 予選敗退 | 予選敗退 | 予選敗退 | 予選敗退 | 予選敗退 | 予選敗退 |
| 2000   | 予選敗退                                         | 予選敗退 | 予選敗退 | 予選敗退 | 予選敗退 | 予選敗退 | 予選敗退 |
| 2002   | 予選敗退                                         | 予選敗退 | 予選敗退 | 予選敗退 | 予選敗退 | 予選敗退 | 予選敗退 |
| 2004   | 予選敗退                                         | 予選敗退 | 予選敗退 | 予選敗退 | 予選敗退 | 予選敗退 | 予選敗退 |
| 2006   | 予選敗退                                         | 予選敗退 | 予選敗退 | 予選敗退 | 予選敗退 | 予選敗退 | 予選敗退 |
| 2007   | 予選敗退                                         | 予選敗退 | 予選敗退 | 予選敗退 | 予選敗退 | 予選敗退 | 予選敗退 |
| 2009   | 予選敗退                                         | 予選敗退 | 予選敗退 | 予選敗退 | 予選敗退 | 予選敗退 | 予選敗退 |
| 2011   | グループステージ敗退                             | 3        | 1        | 0        | 2        | 3        | 5        |
| 2013   | 予選敗退                                         | 予選敗退 | 予選敗退 | 予選敗退 | 予選敗退 | 予選敗退 | 予選敗退 |
| 2015   | 予選敗退                                         | 予選敗退 | 予選敗退 | 予選敗退 | 予選敗退 | 予選敗退 | 予選敗退 |
| 2017   | 予選敗退                                         | 予選敗退 | 予選敗退 | 予選敗退 | 予選敗退 | 予選敗退 | 予選敗退 |
| 2019   | 予選敗退                                         | 予選敗退 | 予選敗退 | 予選敗退 | 予選敗退 | 予選敗退 | 予選敗退 |
| 2021   | グループステージ敗退                             | 3        | 0        | 0        | 3        | 1        | 8        |
| 通算   | 最高成績 : グループステージ敗退 23大会中/2回出場 | 6        | 1        | 0        | 5        | 4        | 13       |